# Lotbinière (Québec)
Pour les articles homonymes, voir Lotbinière.
Lotbinière est une municipalité du Québec d'environ 865 habitants située dans la MRC de Lotbinière dans la Chaudière-Appalaches. Les habitants sont les Lotbiniérains, à la différence des habitants de la MRC, les Lotbiniérois. Lotbinière fait partie de l'Association des plus beaux villages du Québec.
Cette municipalité, constituée le 1er janvier 1979, a une superficie d'environ 100 km2 
et a une densité d'environ 8,55 habitants/km2.
Les personnes de cette municipalité sont des Lotbiniérains et des Lotbiniéraines.

## Toponymie
La municipalité tire son nom de la seigneurie concédée à René-Louis Chartier de Lotbinière par Jean Talon en 1672.

## Histoire
- 1692 - Fondation de la paroisse de Saint-Louis-de-Lotbinière.
- 1724 - Érection canonique de la paroisse de Saint-Louis-de-Lotbinière.
- 1845 - Création de la municipalité de paroisse de Saint-Louis-de-Lotbinière.
- 1914 - Détachement de la municipalité de village de Lotbinière.
- 1978 - Fusion de la municipalité de paroisse de Saint-Louis-de-Lotbinière avec la municipalité de village de Lotbinière[4].

## Géographie
Lotbinière s’accroche au bord du plateau qui domine le fleuve Saint-Laurent sur son flanc sud, à une cinquantaine de kilomètres de la ville de Québec. Lotbinière vit aujourd’hui essentiellement de l’agriculture.

## Démographie
| 1861  | 1871  | 1881  | 1891  | 1901  | 1911  |
| ----- | ----- | ----- | ----- | ----- | ----- |
| 3 980 | 2 129 | 2 010 | 1 854 | 1 622 | 1 574 |

| 1921  | 1931  | 1941  | 1951  | 1956  | 1961  |
| ----- | ----- | ----- | ----- | ----- | ----- |
| 1 523 | 1 549 | 1 621 | 1 500 | 1 631 | 1 515 |

| 1966  | 1971  | 1976  | 1981  | 1986  | 1991 |
| ----- | ----- | ----- | ----- | ----- | ---- |
| 1 358 | 1 295 | 1 207 | 1 123 | 1 080 | 975  |

| 1996  | 2001 | 2006 | 2011 | 2016 | 2021 |
| ----- | ---- | ---- | ---- | ---- | ---- |
| 1 008 | 898  | 931  | 887  | 812  | 855  |

De 1981 à 2011, la population de Lotbinière a chuté de 20 %.

## Administration
Les élections municipales se font en bloc pour le maire et les six conseillers.
| Lotbinière Maires depuis 2005                                                                                        |                    |         |          |
| Élection | Maire              | Qualité | Résultat |
| 2005 | Maurice Sénécal    |         | Voir     |
| 2009 | Maurice Sénécal    | Voir    |          |
| 2013 | Maurice Sénécal    | Voir    |          |
| 2017 | Jean Bergeron      |         | Voir     |
| 2021 | Aucune candidature |         | Voir     |
| déc. 2021 | Jean Bergeron      |         | Voir     |
| Élection partielle en italique Depuis 2005, les élections sont simultanées dans toutes les municipalités québécoises |                    |         |          |

### Circonscriptions électorales provinciales et fédérales
Lotbinière fait partie de la circonscription électorale fédérale de Lévis—Lotbinière et fait partie de la circonscription électorale provinciale de Lotbinière-Frontenac.

## Transport
La route 132 traverse cette municipalité.

## Éducation
Les écoles primaires et secondaires font partie du Centre de services scolaire des Navigateurs.

### Éducation primaire
Lotbinière contient une école primaire : L'École de la Berge (maternelle 5 ans, 1e année et 2e année). Elle est affiliée à celle de Leclercville (de la Falaise) (3e à 6e année) et de Saint-Édouard-de-Lotbinière (du Chêne) (maternelle 4 ans à 6e année).

### Éducation secondaire
L'école secondaire la plus près est l'École secondaire Pamphile-Le May à Sainte-Croix.

### Éducation collégiale
L'établissement collégial le plus près est le Centre d'études collégiales de Lotbinière, qui fait partie du Cégep de Thetford et qui est situé à Saint-Agapit. Le collégial peut également être fait à Québec. 

### Éducation universitaire
Les établissements universitaires les plus près sont l'Université Laval, qui est situé dans la ville de Québec, et l'Université du Québec à Trois-Rivières, situé à Trois-Rivières.

## Santé
Située près de Sainte-Croix, de Laurier-Station, de Lévis, de Québec et de Trois-Rivières, la municipalité est desservie par différents services médicaux.

### Services médicaux
La clinique médicale la plus près est situé à Sainte-Croix, où est annexée une pharmacie (Les propriètaires possèdent aussi celle de Deschaillons). On y trouve aussi une clinique dentaire.
Les CLSC les plus près sont situés à Laurier-Station (CLSC de Laurier-Station) et Fortierville (CLSC de Fortierville). Les centres hospitaliers les plus près sont l'Hôtel-Dieu de Lévis (Lévis), le CHUL (Québec) et le Centre hospitalier affilié universitaire régional de Trois-Rivières (Trois-Rivières).

## Médias

### Journal municipal
Le Phare est un journal municipal mensuel de Lotbinière.
Le Peuple Lotbinière est un journal hebdomadaire qui couvre les nouvelles des municipalités de la municipalité régionale de comté de Lotbinière, incluant Lotbinière.

## Culture et loisirs
Lotbinière a une salle du Roseq: le Moulin du Portage. Le site du Moulin est accessible gratuitement toute l'année. Les spectacles sont payants.

## Patrimoine
Sur le plan de l'architecture religieuse, l'église catholique de Saint-Louis est érigée entre 1818 et 1822. Elle est construite selon les plans de l'architecte François Baillairgé conseillé par le curé Jérôme Demers. Elle possède un orgue de 1802 bâti par la maison Thomas Elliot de Londres pour la cathédrale Holy Trinity de Québec. Il a été électrifié en 1949 par la maison Casavant. Elle est coiffée par une sculpture de saint Louis réalisée par Louis Jobin en 1888. Associé à Jacques Leblond de Latour, son ancien maître-autel se trouve désormais à la chapelle des Sœurs-du-Bon-Pasteur à Québec. Le noyau paroissial est complété par le presbytère et le cimetière. Ce dernier comprend un calvaire et un charnier. Les Servantes du Cœur Immaculé de Marie, dites aussi Sœurs du Bon-Pasteur, construisent un couvent à proximité de l'église en 1863,. Érigée en 1834, la chapelle de procession de Saint-Louis se situe à la sortie du village. Une plaque commémorant la naissance du poète Pamphile Le May est placée sur son terrain.
Sur le plan de l'architecture résidentielle, plusieurs maisons de pierre anciennes sont inscrites au Répertoire du patrimoine culturel du Québec. Classée en 1977, la maison François-Bélangé (1770-1784) constitue un exemple représentatif de l'architecture d'inspiration française. Une grange-établi bâtie en 1934 se trouve dans son aire de protection. D'autres immeubles patrimoniaux incluent la maison Ambroise-Chavigny-De La Chevrotière (1817) et la maison Pagé (1815).
Sur le plan de l'architecture commerciale, notons les moulins à eau du Domaine (1799) et du Portage (1815-1817).

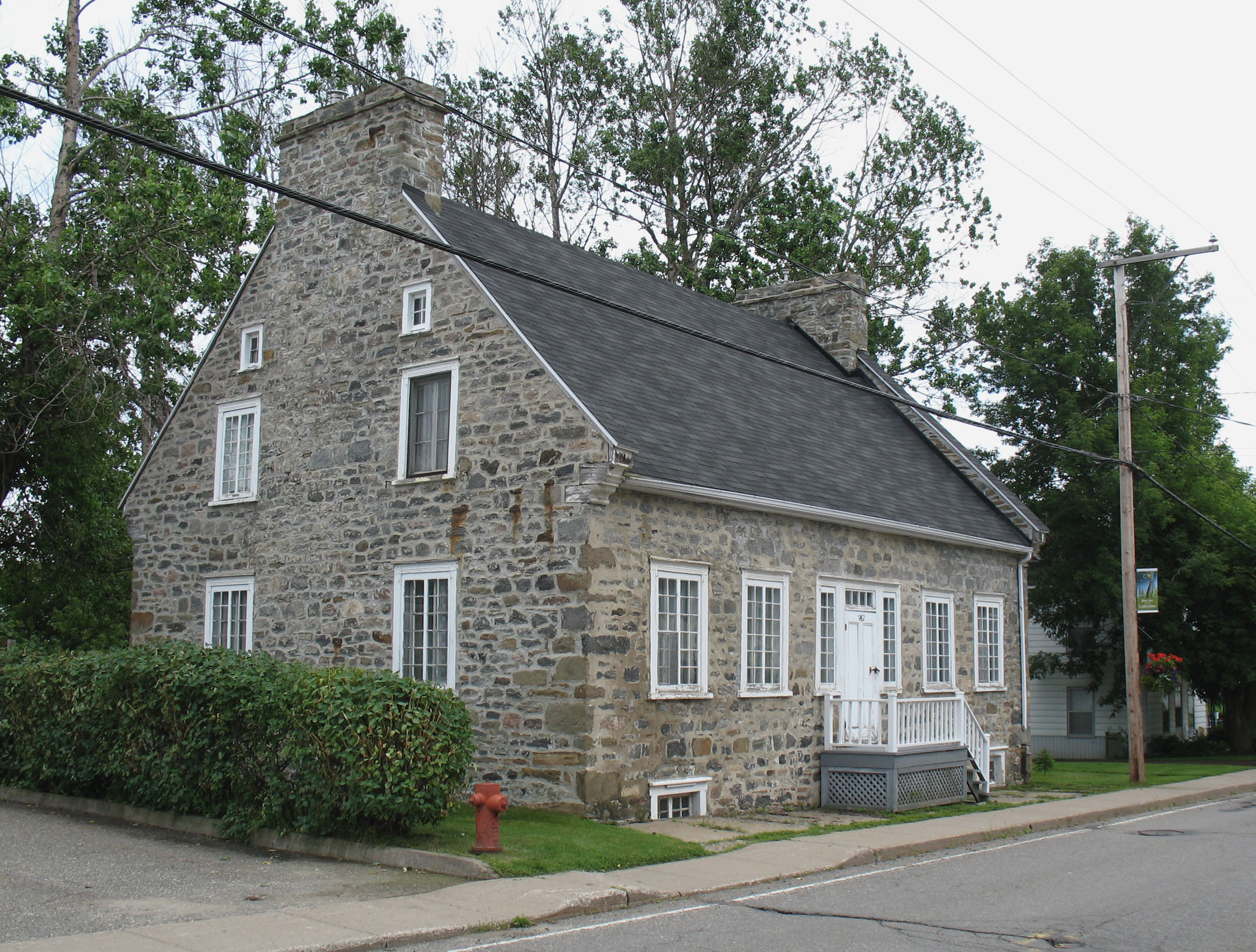
Maison Pagé.
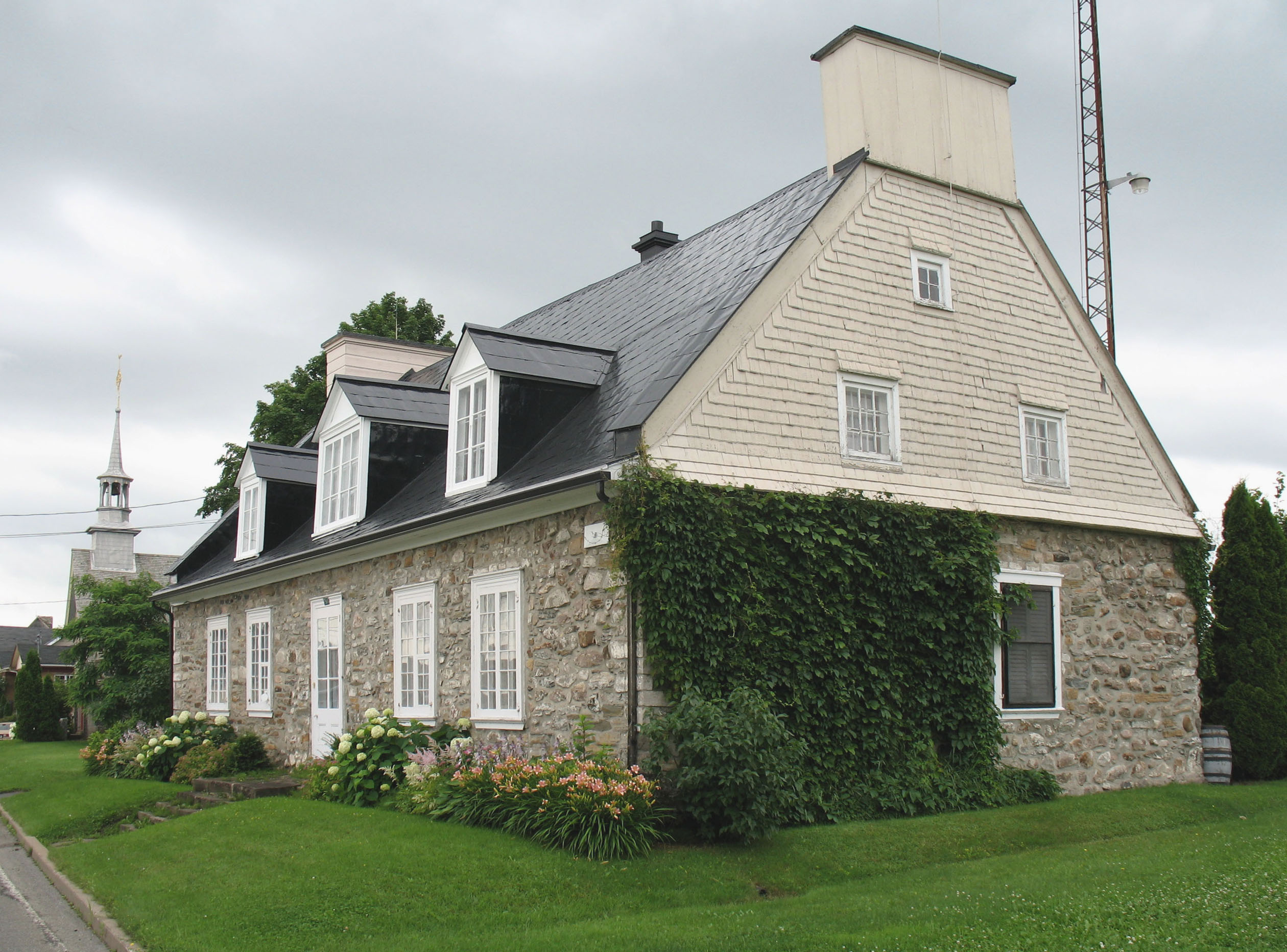
Maison Beaudet.
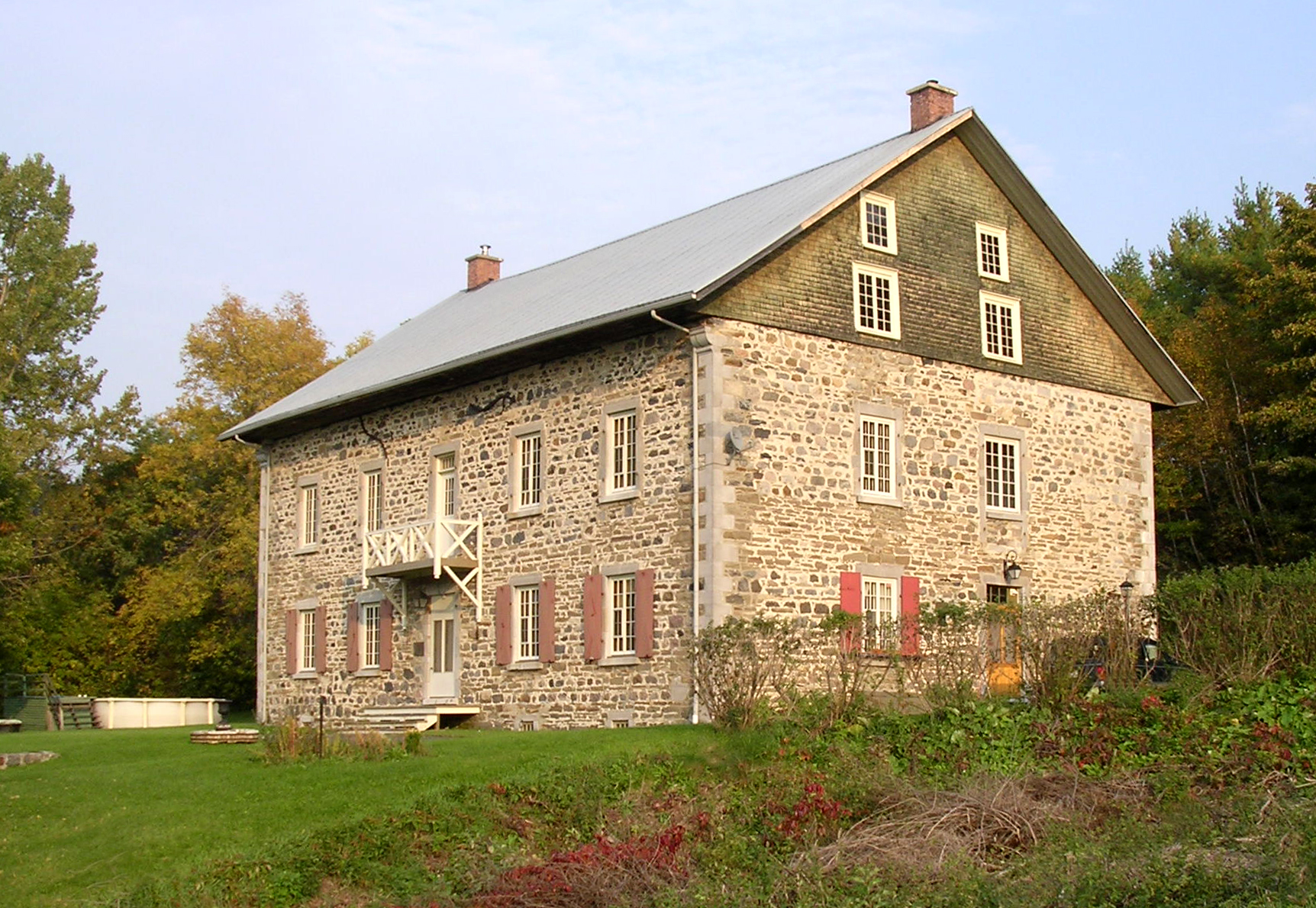
Moulin du Domaine-de-Lotbinière.

## Personnalités
- Henri-Gustave Joly de Lotbinière, descendant de René-Louis Chartier de Lotbinière, fut premier ministre du Québec en 1878-1879
- Pamphile Le May, poète, romancier et bibliothécaire, premier responsable de la bibliothèque de l'Assemblée nationale du Québec[34]
- Pierre W. Bélanger (1934-2009), sociologue, est né à Lotbinière.